# Volkswagen Transporter (1979)
Il Volkswagen Transporter T3 è un veicolo commerciale prodotto della casa automobilistica tedesca Volkswagen dal 1979 fino al giugno 2002.
Si tratta della terza generazione dell'omonimo veicolo commerciale.
Era più grande, più pesante e con una carrozzeria più spigolosa rispetto al suo predecessore, il T2, ma da quest'ultimo ne riprendeva l'architettura tecnica con trazione/motore posteriore e cabina sopraelevata. È stato prodotto sia in una versione a trazione posteriore che in una integrale commercializzata come "Syncro".
Il T3 è stato prodotto ad Hannover in Germania dal 1979 al 1991. La produzione della versione Syncro (principalmente impiegata dal servizio postale o dall'esercito tedesco) è continuata fino al 1992 a Puch a Graz in Austria dove sono state costruite tutte le versioni a trazione integrale. Un numero limitato di esemplari a trazione posteriore è stato prodotto anche nello stabilimento di Graz dopo la fine della produzione tedesca. La produzione sudafricana del T3 è continuata, solo per quel mercato, fino al 2002.
La T3 è stata l'ultima generazione di veicoli Volkswagen con motore/trazione posteriore.

## Storia
Nel 1979 venne presentata la terza serie del Transporter, denominata T25 o T3.
Si trattava, ancora, di un'evoluzione del modello precedente, caratterizzata da una nuova carrozzeria più squadrata e da ulteriori affinamenti alla meccanica.

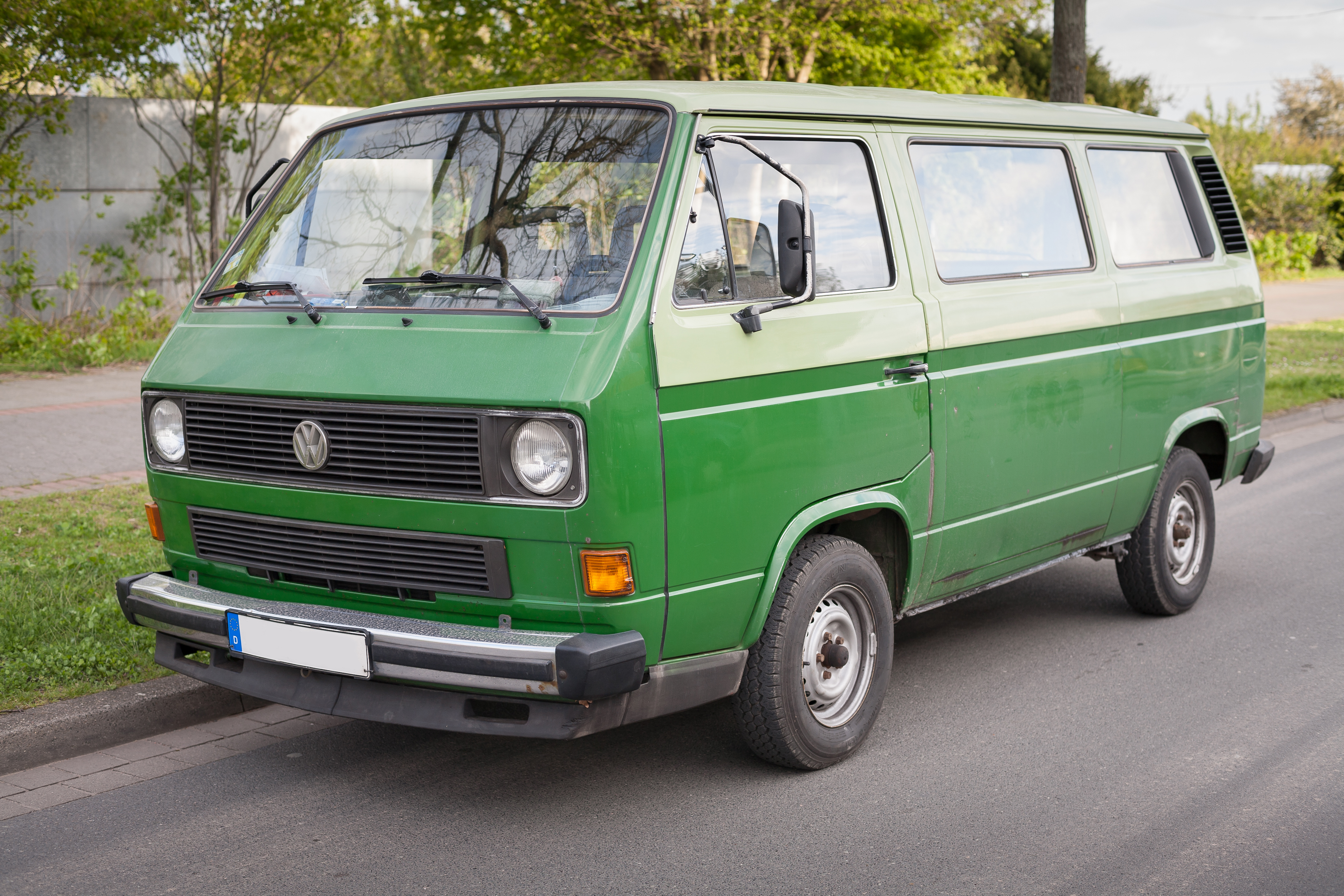
Restyling

La nuova carrozzeria garantiva un ulteriore incremento di spazio a bordo (sia nel vano merci che in cabina), mentre l'abitacolo era meglio rifinito e accessoriato.
Dal punto di vista tecnico si segnalava l'adozione di un nuovo avantreno MacPherson (come sul Maggiolone 1303) in luogo delle precedenti barre di torsione e di motori boxer di cilindrata di 1584 o 1971 cm³ (54 o 70 CV).
I miglioramenti introdotti col T25/T3 non furono sufficienti a renderlo all'avanguardia, visto che molti concorrenti, quali il Fiat 238 del 1967, o come il successivo Fiat 242 (ed i suoi gemelli Citroën C35 e Peugeot Boxer) prima e il Ducato (ed i suoi gemelli francesi) poi, offrivano una maggior praticità, grazie  al motore all'avantreno e la trazione anteriore (senza contare un vero pioniere in Italia, l'Alfa Romeo "Romeo", con motore e trazione anteriori, in vendita fin dal 1954). La robustezza e l'affidabilità, unitamente alle numerose varianti di carrozzeria disponibili, consentirono al T25/T3 di ritagliarsi un suo spazio, specialmente dal 1981 quando venne montato, in alternativa ai boxer a benzina, il motore diesel di 1600 da 50 CV derivati dai modelli Golf e Passat.
Nel 1982 venne introdotto un motore boxer a benzina raffreddato ad acqua (wasserboxer), con potenze variabili da 60 a 78 CV, secondo il tipo di carburatore installato.
L'anno successivo la gamma dei motori venne completata da un nuovo turbodiesel di 1,6 litri da 70 CV e da due boxer a benzina di 2,1 litri, alimentati a iniezione rispettivamente da 95 e 112  CV. La versione da 95  CV era equipaggiata con catalizzatore.

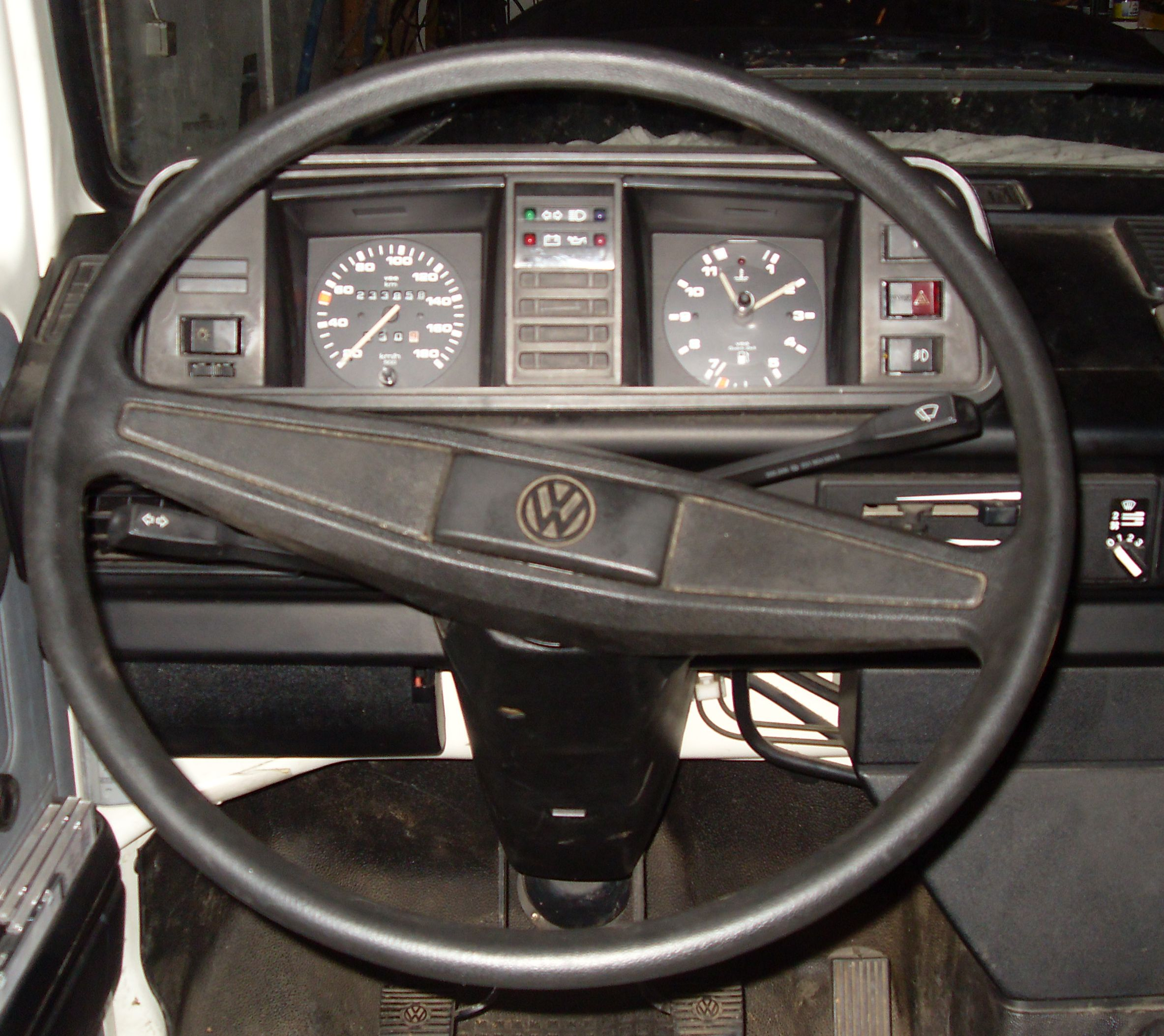
Interni

Quest'ultimo motore venne montato anche sul Caravelle, variante meglio rifinita del Bus, adibito al trasporto di persone. Disponibile anche col 1600 turbodiesel (comune anche ad altre varianti), il Caravelle, con le sue finiture automobilistiche può essere considerato uno dei primi esempi di monovolume.
Altra versione all'epoca molto apprezzata fu il Multivan, con una particolare panca posteriore a 3 posti trasformabile in letto matrimoniale. Il Multivan era disponibile anche con il tetto a soffietto sollevabile, in tela (lo stesso delle versioni "Camping" allestite dal carrozziere tedesco Westfalia); in questo caso c'era un ulteriore letto a due posti, fruibile a tetto aperto.
Nel 1985 Venne introdotta, sulle tutte le versioni autocarro e sul Caravelle, la trazione integrale Syncro. Lo schema Syncro comporta trazione integrale permanente, con ripartizione continua ed automatica della forza motrice tra avantreno e retrotreno regolata da una viscofrizione. Le capacità fuoristrada erano aumentate dai dispositivi di blocco dei due differenziali anteriore e posteriore, comandabili dalla cabina di guida.
I T25/T3 4x4 venivano assemblati negli stabilimenti Steyr Puch in Austria, si poteva scegliere tra l'equipaggiamento con cerchio da 14" o da 16", in questo caso venivano fatte delle modifiche sia sul telaio che sulla trasmissione.

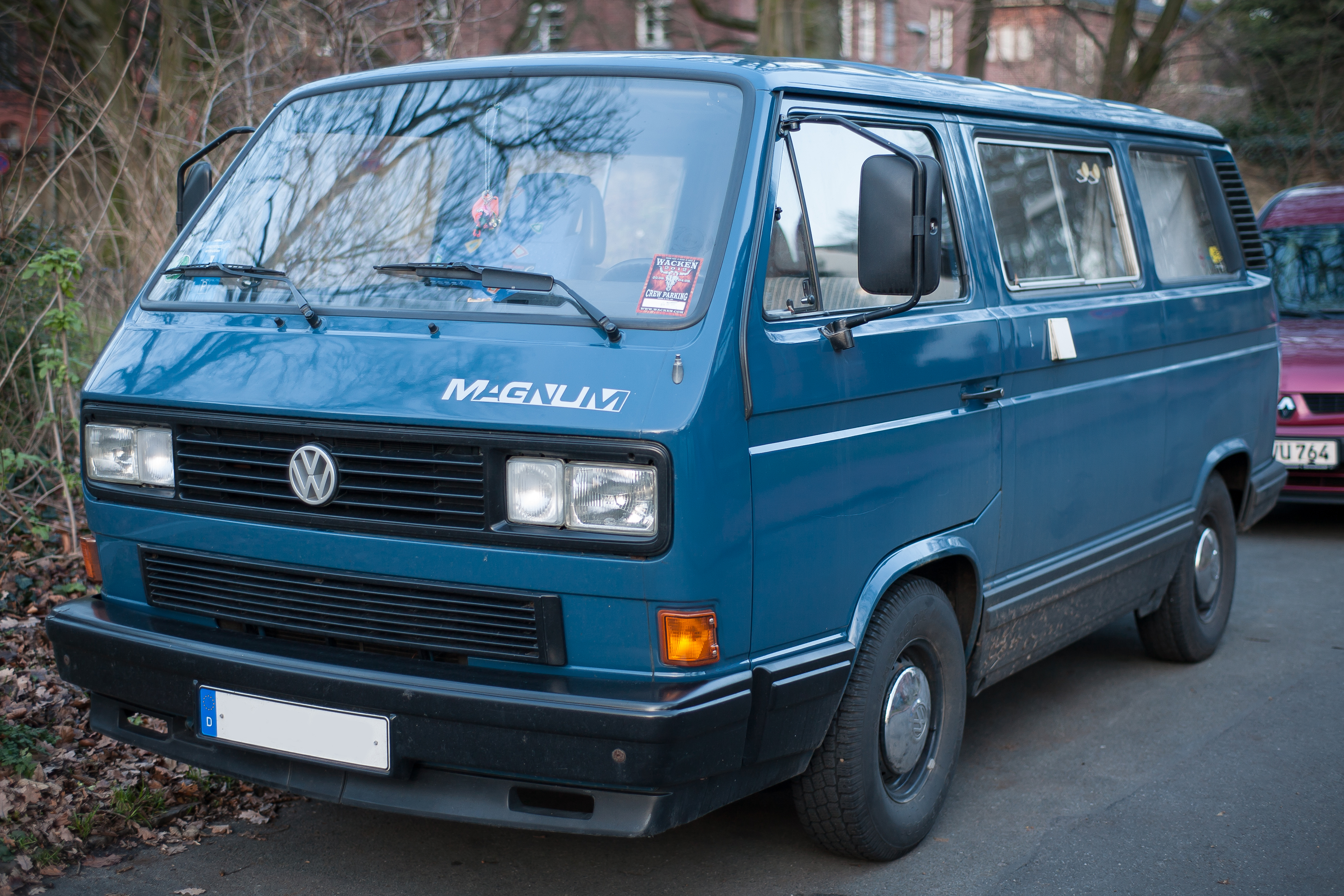
Restyling

Dopo un restyling di fine carriera (doppi fari anteriori rettangolari, mascherina ridisegnata, paraurti in vetroresina), la terza generazione venne tolta di listino nel 1990 (le versioni Syncro sopravvissero fino al 1992).
Le linee di produzione del Transporter T25/T3 vennero trasferite in Sud Africa, dove il modello rimase in produzione fino al 2002. Il Volksiebus (così venne chiamato in Sud Africa) venne equipaggiato con un motore a 5 cilindri in linea di derivazione Audi a benzina, disponibile con cilindrata 2.3 e 2.6 ad iniezione, migliorando le prestazioni dei modelli distribuiti fino ad allora in Europa.
Venne utilizzato estensivamente come taxi collettivo (ne esistono versioni a 11 posti) e ancora adesso è considerato uno dei migliori "people carrier" disponibili sul mercato dell'usato sudafricano.
Complessivamente il T25 è stato prodotto in 1.227.669 unità.
La produzione è terminata in Sudafrica il 21 giugno 2002.